# Квинт Луцилий Балб
Вижте пояснителната страница за други личности с името Балб.
Квинт Луцилий Балб (на латински: Quintus Lucilius Balbus; fl.: 100 пр.н.е.) е философ - стоик от Кадис, Испания.
Квинт Луцилий Балб произлиза от фамилията Луцилии и е брат на Луций Луцилий Балб (римски юрист).
Той е ученик на Панетий Родоски († 110 пр.н.е.). Цицерон го определя като най-добър гръцки философ. Той го споменава в диалога си On the Nature of the Gods.